# Seigneurie Lessard (Bas-Saint-Laurent)
Pour les articles homonymes, voir Seigneurie Lessard et Lessard.
La seigneurie Lessard. aussi appelée seigneurie de La Molaie ou seigneurie de la Pointe-Père, est une seigneurie située dans l'actuelle municipalité régionale de comté de Rimouski-Neigette au Bas-Saint-Laurent qui a existé de 1696 à 1854. 

## Histoire
La seigneurie Lessard mesurant une lieue et demie de front par deux lieues de profondeur fut concédée à Pierre Lessard et à son épouse, Barbe Fortin, le 8 mars 1696. La limite occidentale de son territoire est la pointe au Père sur le fleuve Saint-Laurent. Pierre Lessard et son épouse furent également seigneurs de la seigneurie Lessard située dans l'actuelle municipalité régionale de comté de L'Islet.

## Territoire
La limite occidentale de son territoire est la pointe au Père sur le fleuve Saint-Laurent. Le territoire de cette seigneurie se retrouve entièrement à l'intérieur des limites de l'actuelle municipalité régionale de comté de Rimouski-Neigette.